# 富田隆
富田 隆（とみた たかし、1958年5月21日 - ）は、元オウム真理教信徒。青森県出身。ホーリーネームはシーハ。

## 人物
1976年に日本大学理工学部建築学科に入学したが、家業の建築会社が倒産したこともあり、1981年に中退。その後は様々な職を転々とした後、都内の社交ダンスクラブの講師をしていたが、1986年ヨーガの修業に惹かれてオウム神仙の会に入信し、1988年5月1日に出家。高校時代から極真空手を習得し、上京後は佐藤勝昭に入門していた時期もあり、教団内では端本悟、中村昇らと同様に武道に長けた者とされた。また、オウム真理教が制作した音楽劇「死と転生」では主演を務めた。
1990年の第39回衆議院議員総選挙には真理党候補として旧埼玉1区から出馬し、落選した。また、選挙運動に使用された楽曲「彰晃マーチ」の振り付けを考案した。
1994年12月17日に交際していた女性（オウムシスターズの長女）と教団から脱走。空手を教えていた端本悟が車の手配などの脱走の手引きをした。愛知県名古屋市港区に潜伏し、パチンコ店の店長の厚意で住み込みの従業員となるが、逮捕状が出たことを知り1995年6月16日に警視庁麹町警察署に出頭して逮捕された。

## 裁判
松本サリン事件の実行犯の1人で、サリンプラント建設事件にも従事したとし、殺人罪・殺人予備罪等で起訴された。1996年5月に東京地裁で行われた裁判の罪状認否では、麻原彰晃を呼び捨てにしながら「麻原は聖者ではなくこじつけばかりで神通力もない」と強い調子で批判した。1997年5月30日に端本悟の公判に出廷した際には、麻原が、信者と共に視聴した『宇宙戦艦ヤマト』『機動戦士ガンダム』『未来少年コナン』などのアニメや、雑誌『ムー』、新書本等から、予言や説法の内容を剽窃しており、「ネタ元はみんな知ってたから馬鹿らしいなと思ってました」と証言した。
また、麻原の女性問題についても触れており、教団内でお互いに好意を持っていた女性信徒が麻原と関係を持ったと知ると、「八つ裂きにしてやりたい」と憤慨していた。
松本サリン事件ではある日突然新実智光から、「シーハ師、明日身体を空けておいてください」と言われ、翌日端本悟らと言われた通り作業着を7人分買って帰ってくると新実から「ではこれから松本にガス撒きに行きまーす！」と軽い口調で言われ、後にこれが松本サリン事件だったと知ったと言う。
1998年6月12日の第一審では無期懲役の求刑に対し、逮捕状が出た後出頭した情状が評価されたため懲役17年の判決が下された。2001年8月31日の控訴審でも懲役17年の判決。被告側が最高裁への上告を取り下げたため、2001年12月25日に刑が確定した。
服役中は大分刑務所に収監され、2013年5月に刑期満了で出所。

## 関連事件
- サリンプラント建設事件（殺人予備罪）
- 松本サリン事件（殺人罪・殺人未遂罪）
- オウム真理教事件

## 著書
- 富田隆『オウム真理教元幹部の手記』青林堂、2018年12月27日。ISBN 978-4792606404。